# Finanskrisen 2007–2008

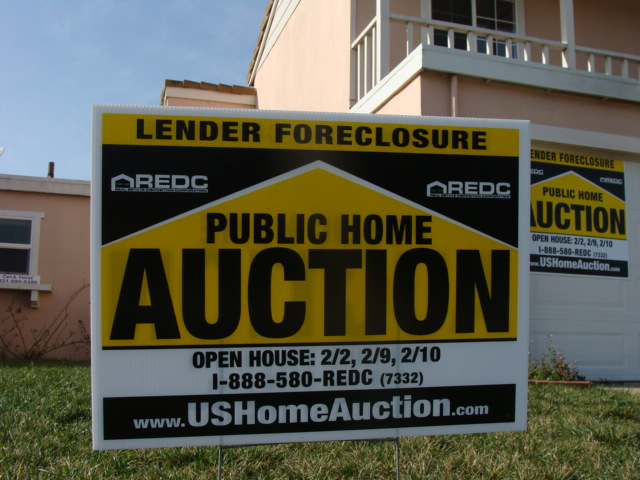
En skylt tillkännager en kommande exekutiv auktion på ett hus i USA där ägaren inte klarat av betalningarna.

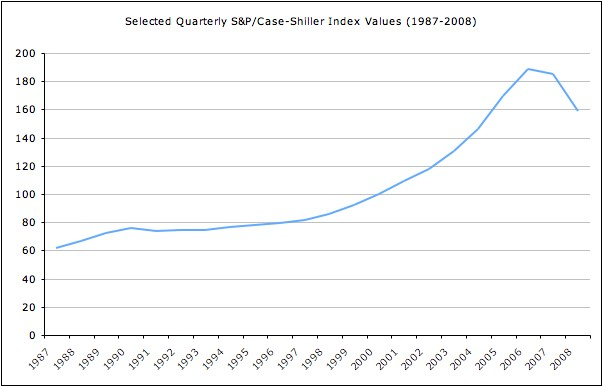
Case-Shiller index, som visar prisutvecklingen på amerikanska hus.

Finanskrisen 2007–2008 var en global finansiell kris som betraktas som den värsta finansiella krisen sedan den stora depressionen på 1930-talet. Den finansiella krisen 2007–2008, som tog sin början på USA:s lånemarknad, drabbade större delen av världen från och med mitten av 2008, framför allt till följd av en övervärderad och överbelånad bostadsmarknad i USA (se även subprime-krisen). På flera håll i världen ledde finanskrisen till den så kallade stora recessionen under flera år, då hela länder riskerade att gå i konkurs (se finanskrisen på Island 2008, Greklands skuldkris, Spanien med flera) och även eurosamarbetet hotades. Krisen pågick i flera år och ännu flera år senare pågick arbetet med att städa upp i efterdyningarna av krisen, bland annat genom pågående rättsprocesser och utförsäljningar av tillgångar ur konkursbon.

## Orsaken
Finanskrisen anses ha startat i USA med en ökning av kreditförluster för så kallade subprimelån, det vill säga fastighetslån med sämre säkerhet. Bankerna lånade ut pengar till individer med dålig återbetalningsförmåga med tanken att värdestegringen på husen skulle skapa en säkerhet och kunde därmed skjuta både ränteinbetalningar och amorteringar på framtiden när huset skulle anses vara mer värt. Lånen såldes ofta vidare av bolåneinstituten till andra finansiella aktörer, ibland i flera steg. Vanligen användes den underliggande tillgången i form av fordringar på fastighetsägare som säkerhet för emittering av olika obligationspaket som såldes vidare. Krisen utlöstes dels av att prisökningarna på hus stagnerade och lånen skulle sättas om, dels av en ökad osäkerhet om sysselsättningen där ökad arbetslöshet kunde göra det omöjligt för fler att sköta sina lånebetalningar. En kedja av fallande fastighetsvärden samt att ingen visste vem som satt på de "dåliga" säkerheterna satte igång en kedja av osäkerhet i USA:s finansbransch som snabbt spred sig över världen.
Reglerna i USA gjorde att banken satt med "Svarte Petter" om låntagaren inte hade råd att lägga om lånen, banken tvingades i många fall ta över husen och förlusten när den boende gjorde en så kallad "walkout", vilket innebär att låntagaren förlorar huset men slipper ytterligare krav på ett hus som är värt mindre än lånebeloppet. Det är lagligt i USA, medan i Sverige skulle låntagaren personligen få ansvara för hela lånet plus ränta.
Den amerikanska fastighetsbubblan är en följd av en lång rad beslut av myndigheter för att stimulera bostadsmarknaden.
1997 höjde kongressen frigränsen för skatt på reavinster från husförsäljning från US$125 000 till US$500 000. 
1999 gavs bolåneinstituten Fannie Mae och Freddie Mac ett explicit mål från Clinton-administrationen om att 42 % av lånen måste gå till personer med en inkomst under medianen för ett visst geografiskt område. Kravet höjdes till 50 procent år 2000, upphörde sedan till 2004 för att därefter under Bush-administrationen höjas till 52 % år 2005. Ett tilläggskrav var att 12 procent av bostadslånen skulle gå till verkliga låginkomsttagare; kravet skärptes senare till 28 %.  
2004 beslöt den amerikanska finansinspektionen, SEC, att låta fem investmentbanker låna ut 40 gånger volymen av det egna kapitalet (mot tidigare 12)..
Fannie Mae och Freddie Mac ger inte lån direkt till husägarna utan till de banker som svarar för lånen till husägarna. Dessa institut svarar för hälften av alla huslån i USA. För att finansiera sin egen verksamhet sålde instituten lånen vidare med hjälp av investmentbanker som Bear Stearns och Lehman Brothers. Dessa banker är mindre reglerade än de reguljära bankerna.
Banker och andra finansinstitut motiverades att låna ut pengar genom att den amerikanska styrräntan sänktes från 5,75 % till 0,75 % under 2002 för att stimulera konjunkturen. När produktionstoppen för vanlig råolja nåddes 2004 ledde detta till stigande oljepriser som orsakade inflation. För att bekämpa inflationen höjde USA:s centralbank styrräntan (2006 uppgick den till 6,25 %[källa behövs]) vilket ledde till att bostadslånen blev allt dyrare, efterfrågan på bostäder sjönk och därmed bostädernas värde. Många lämnade sina hus på grund av räntan. Bankerna hade inte längre säkerheter för sina lån och ränteintäkterna sjönk. Subprimelånen ökade i omfattning från 2004 och många blev dyrare då de inledande två årens reduktion av räntan ersattes med en förhöjd ränta.
Bankerna ska kunna garantera att en viss mängd kunder kan göra uttag från banken trots att täckning för samtliga lån ej finns tillgängliga på banken. Detta sker genom så kallad fractional reserve banking . Detta innebär i korthet att för varje gång pengarna lånas ut reserveras en liten del medan majoriteten av kapitalet kan lånas ut igen. 
En annan betydelsefull orsak till bolånebubblan är det väldiga inflödet av kapital till USA från placerare i omvärlden från oljeländer, omfattande investeringar från Kina, japanska pensionsfonders köp av amerikanska värdepapper och olika typer investeringar från en rad andra länder. Den stora upplåningen utomlands kompenserade för underskottet i inhemskt privat sparande och medförde en ökad tillgång på kapital på den amerikanska marknaden. Det omfattande utländska ägandet är en viktig orsak till att krisen spridit sig till andra länder där placerare nu ser värdena falla på sina tillgångar i USA.
Kreditvärderingsinstituten Moody's och Standard & Poor's bidrog till bolånebubblan. De gav felaktigt höga kreditvärdighetsbetyg till utgivare av fastighetsobligationer, såsom Freddie Mac, Fannie Mae och Lehman Brothers, även kort före de senares konkurs. Dessa kreditvärderingsinstitut är baserade i USA och valde att inte stöta sig med de största finansföretagen i USA förrän det blev uppenbart hur läget var.

## Effekter

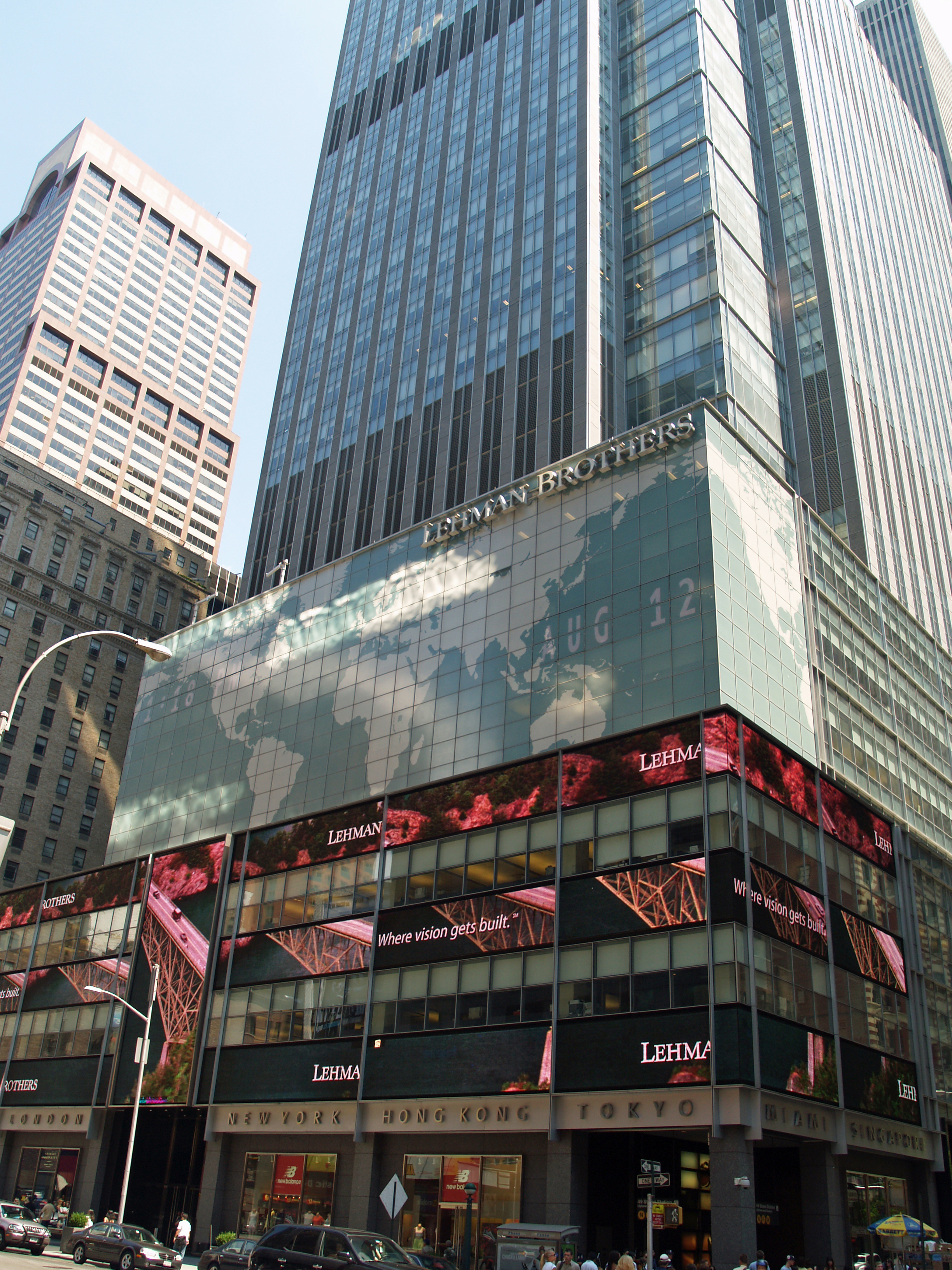
Lehman Brothers huvudkontor i New York.

Problemen för bankerna och de ökade riskerna inom den finansiella sektorn började märkas i augusti 2007 i räntesättningen på marknaden för lån mellan banker och finansinstitut. När banker lånar till varandra, betalar de normalt samma ränta som när staten lånar pengar, plus ett litet påslag, som under första halvan av 2007 och tiden dessförinnan oftast låg på 10 räntepunkter (0,10 procentenheter) eller mindre. Detta påslag, som kallas räntespreaden på interbankmarknaden, låg under hösten 2007 mellan 50 och 100 punkter på många finansmarknader. Detta var ett uttryck för att utlåning till andra banker började ses som betydligt mer riskabelt än förut, på grund av befarade problem med de dåliga bostadslånen. Efter att ha sett ut att stabiliserats i mitten av 2008 ökade åter räntespreadarna i september och oktober 2008. I Storbritannien förekom räntespreadar på mellan 150 och 200 punkter, och i USA på mellan 250 och 300 punkter.

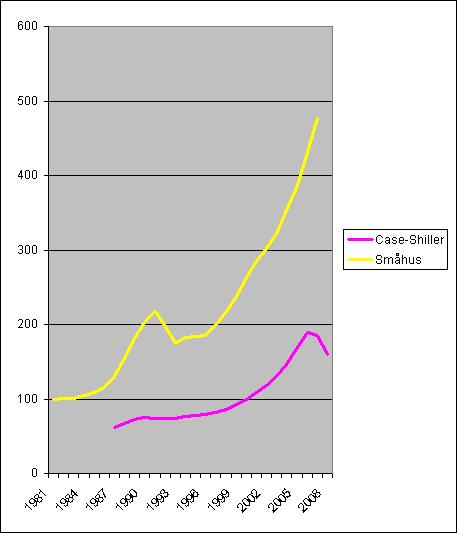
US Case-Shiller index som visar prisutvecklingen på amerikanska huspriser plottat i samma diagram som SCBs svenska småhusprisindex. Case Shiller utgår från index=2000 års nivå, SCB småhusindex utgår från index=1981 års nivå.

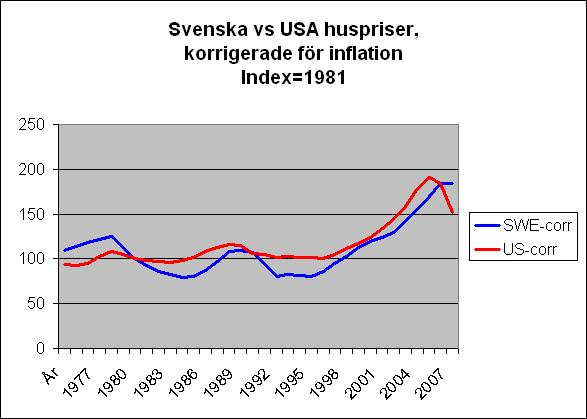
Prisutvecklingen på amerikanska huspriser plottat i samma diagram som SCBs svenska småhusprisindex, båda korrigerade för inflationen i respektive land. Index omräknat till 1981 års nivå. 1988, 1991 samt 1998 låg det svenska bopriserna på index. En återgång till index från dagens nivåer motsvarar ett prisfall på ca 45 %. 1998 var reporäntan jämförbar med idag. Priserna i Sverige har stigit med 127 % sedan 1995.

Eftersom de ökade räntespreadarna innebar kraftigt ökade finansieringskostnader redan i slutet av 2007, fick flera av de anrika investmentbankerna allvarliga problem redan i början av 2008. Först ut var Bear Stearns som togs över av centralbanken Federal Reserve (Fed) i en affär tillsammans med JP Morgan Chase, men denna följdes inom några månader av problem hos de andra av de fyra jättarna.
Bolåneinstituten Freddie Mac och Fannie Mae fick även de akuta problem. 
Washington Mutual föll den 26 september.
USA:s tredje största investmentbank, Merrill Lynch, var på grund av sina finansiella problem tvungen att gå samman med Bank of America.
De två av fyra kvarvarande största investmentbankerna Morgan Stanley och Goldman Sachs kunde hamna under Feds skydd genom att ansöka om att konverteras till affärsbanker.
Även världens största försäkringsbolag, American International Group (AIG), har uppvisat klara ekonomiska problem.
“TED Spread” är ett mått för kreditrisk för lån mellan banker, och definieras som skillnaden mellan: 1) riskfria tremånaders "U.S. treasury bill rate"; och 2) tremånaders London Inter Bank Offered Rate (LIBOR), som är den ränta som banker normalt använder mellan sig. En "hög spread" betyder att bankerna bedömer varandra varande av högre risk. Den s.k. "t-bill" räknas som "riskfri" eftersom USA:s regering står bakom den.

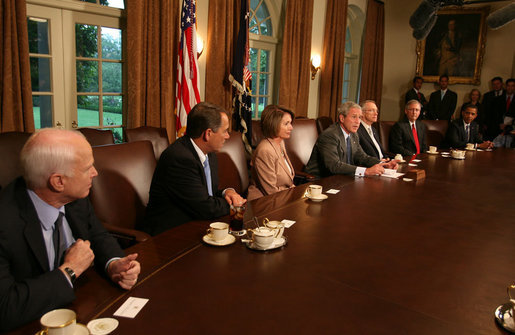
President Bush möter kongressmedlemmarna, bl.a. presidentkanditaterna John McCain och Barack Obama, 25 september 2008.

USA antog på fredagen den 3 oktober en s.k. bailout-plan, eller officiellt Emergency Economic Stabilization Act of 2008.
24 oktober, på årsdagen av "den svarta torsdagen" i 1929 års depression föll stockholmsbörsen med 6,09 %. Den ekonomiska krisens omfattning börjar jämföras med 1929 års depression vad gäller omfattning. Hittills har börsvärdet ungefär halverats under det senaste året.

### Europa
Se även: Finanskrisen 2008–2009 i Sverige
En förlöpare, eller ett första tecken på den ekonomiska krisen i Europa, skedde egentligen långt innan den egentligen nådde dit. Redan hösten 2007 hamnade den brittiska banken Northern Rock i finansiella problem och en uttagsanstormning, på engelska kallad bank run uppstod. Banken räddades snabbt av staten, varför krisen inte spreds vidare.
I Danmark har bopriserna fallit kraftigt senaste året och flera danska banker har tvingats ansöka om nödhjälp. En av dem Roskilde bank var på väg mot konkurs och köptes därför upp av staten.
Baltikum har expanderat oerhört de senaste åren och därmed blir en inbromsning kraftigare. Svenska banker har en ovanligt stor exponering i Baltikum.
Lettlands premiärminister Ivars Godmanis säger till e24 "Lån användes för konsumtion men det hade varit bättre om de använts för industrin och export. På grund av det hade vi en stark tillväxt på fastighetsmarknaden och en hög tvåsiffrig tillväxt. Men nu är de åren över och nu får vi försöka att vänja oss vid normala siffror för BNP och export." Runt 90 procent av alla pengar som lånats ut i Baltikum har varit euro, eftersom kundernas sparande varit i de lokala valutorna. Baltikums valutor pressas hårt, och vid en devalvering drabbas både bankerna och kunderna på grund av denna obalans.
Island påstås nu ha drabbats av en härdsmälta, där först förstatligandet (räddningen) av banken Glitnir tärt på den isländska statens kreditbetyg och därefter en oro för att främst banken Kaupthing men även Landsbanki kan hamna i ekonomiska trångmål och kräva ytterligare insatser från staten. Morgonen 2008-10-06 stoppades all handel med bankaktier på Island och under en dag har den isländska kronan minskat med 25 % . 
Bland annat Tyskland och Irland har utökat sin insättningsgaranti till att omfatta obegränsade sparmedel. 
Även i Beneluxländerna, Storbritannien och Tyskland har stödåtgärder krävts för att rädda banker.
Från både Island och Baltikum rapporteras om stora lager av osålda bilar, ofta av den mera exklusiva sorten. I Baltikum har man problem med avstannade byggen eller osålda / outhyrda objekt. Länderna uppvisar en ekonomisk tvärnit där konsumenterna varken kan eller vill köpa något.
I England rapporteras att så kallade buy to let-arrangemang varit populära. Kort innebär det att privatpersoner köper enfamiljsbostäder för att hyra ut i andra hand. Marknaden för buy to let har exploderat sen 1990-talet, men innebär höga risker för investerarna. Samma artikel visar att antalet buy to let lån ökat i samma takt som huspriserna som i England ökat från ett medelpris på ca 60.000£ 1999 och som toppade på 200.000£ 2007.
Generellt sägs prisuppgångarna (och därmed fallhöjden) på fastigheter vara bidragande till finansbubblans storlek. England och Spanien har haft bland de kraftigare uppgångarna, men Sverige ligger inte så långt bakom.

### Utvecklingsländer

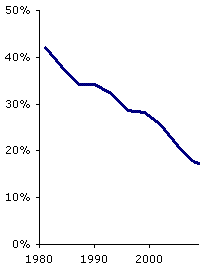
Andelen extremt fattiga av jordens befolkning fortsätter att minska 2009 enligt Världsbankens prognoser, men med lägre takt än tidigare under 2000-talet.

Krisen innebär att 50–100 miljoner fler människor är fattiga än som annars hade varit fallet, men den extrema fattigdomen fortsätter ändå att minska och millenniemålet om en halvering av fattigdomen 1990–2015 beräknas nås. Utvecklingen i Kina och Indien är särskilt stark.

## Händelser
- 1992 tvingar regeringen Clinton de statligt kontrollerade bolåneinstituten Freddie Mac och Fannie Mae att ha en viss andel låginkomsttagare bland låntagarna, för att USA:s fattiga ska kunna få bolån, något Jimmy Carters administration hade tryckt på om redan på 1970-talet. Bolåneinstituten börjar därför att köpa upp låginkomsttagares lån från lokala banker. Bankerna kontrollerar inte alltid om låntagarna har fast anställning.[21]
- Efter 1990-talets lågkonjunktur har kreditgivare gott om pengar, och bostadslån förefaller vara en tillförlitlig investering. Relativt fattiga hushåll lockades med subprimelån med förmånliga lånevillkor. Investmentbanker som Lehman Brothers köpte bolån av bolåneinstituten, och sålde dem vidare genom att mixa skulder med varandra och förpacka dem i CDO-paket (Collateralized debt obligation). Paketen köptes av hedgefonder, pensionsfonder, kommuner och organisationer över hela världen som en investering i förväntade framtida ränteintäkter. Banker blandade även in kontokortsskulder och billån i CDO:erna, som kom att bestå av en mix av korta och långa lån, bra och dåliga lån, och därför var svåra att överblicka.  Bankerna försäkrade sina tillgångar (alltså skulder) i låneförsäkringsbolag som AIG.[21][22]
- 2000-2001 sänker FED styrräntan 11 gånger från 6,5 % till 1,75 %. IT-bubblan inleds år 2000.[21]
- Efter 11 september-attackerna 2001 och under 2002 blir börsen skakig och oljepriset sjunker, men huspriserna sjunker ändå inte. Många investmentbanker dolde de mest riskabla skuldpaketen för sina revisorer genom att föra över dem till systerbolag i skatteparadis. Rådgivare beskrev skuldpaket som goda investeringar, men risken byggdes på i det dolda.[21]
- 2004 slipper fem amerikanska storbanker undan regler som har begränsat skuldsättningen, och ökar därmed sitt skuldinnehav markant. De tjänar stora pengar på innehavet men tar också stora risker.[21]
- 2004 nås produktionstoppen för vanlig råolja. Denna leder till stigande oljepriser och i förlängningen till inflation.[4][5]
- 2004-2005 ökade USA:s styrränta från 1 % (lägst på 30 år) till 5,25 %. Många hushåll ligger efter med att betala bolåneräntorna och förlorar så småningom sitt hus till banken.[21]
- Under 2007 sjönk USA:s bolånepriser med 13,9 % till följd av överskott på hus. CDO-paket över hela världen börjar kallas toxic loans. [21]
- 2008-03-14 Investmentbanken Bear Stearns togs över av JPMorgan Chase med hjälp av amerikanska staten på grund av akuta likviditetsproblem.
- 2008-09-11 De två största bostadslåneinstituten Freddie Mac och Fannie Mae tas över av den amerikanska staten
- 2008-09-15 USA:s fjärde största investmentbank, Lehman Brothers, ansöker om konkurs och räddas inte av amerikanska staten eller FED.
- 2008-09-15 Bank of America köper investmentbanken Merrill Lynch.
- 2008-09-17 AIG får ett lån på US$85 miljarder från FED. Samtidigt tar amerikanska staten över 79,9 % av bolaget och sätter det under tvångsförvaltning.
- 2008-09-20 Bush presenterar ett krispaket som röstas ner av  det amerikanska representanthuset.
- 2008-09-22 De två sista kvarvarande stora investmentbankerna Morgan Stanley och Goldman Sachs rekonstrueras till vanliga banker med möjlighet till inlåning, och får då tillgång till amerikanska statens garantier och förändrade regler.
- 2008-09-25 Sparbanken Washington Mutual kraschar, vilket leder till att JPMorgan Chase köper upp bankens tillgångar för US$1,9 miljarder.
- 2008-09-29 Riksgälden tar ett nytt grepp genom att ge ut säkra statspapper som i princip byts mot osäkra bostadsobligationer. Detta ger bankerna en chans att hitta säkra placeringar.
- 2008-10 Flera mindre banker i Sverige fick en stor kundtillströmning när Swedbank förlorade kunder under hela oktober. Vinnarna var bland annat Skandiabanken, Icabanken och Danske Bank.[23][24]
- 2008-10-02 Riksbanken går ut med längre (3 månaders) lån för att smörja lånesystemet, då bankerna inte vågar låna ut pengar mellan sig. Totalt har nu 364 miljarder kronor nu tillförts marknaden genom Riksbankens och Riksgäldens åtgärder.
- Internbanklånesystemet RIX hålls öppet längre för att bankerna ska hinna avsluta sina transaktioner. Spekulationer finns om ett tidigare haveri i systemet.
- 2008-10-03 Acta förbereder kunder som köpt strukturerade produkter att vara beredda att lämna  "kompletterande säkerhet". För en produkt med inköpsvärde på 60,000 SEK kan kunderna komma att få ställa säkerheter på upp till 300,000 SEK till förfogande på grund av att produkten haft en belåning på lehman-obligationer.
- 2008-10-03 Efter att tidigare ha röstats ned av representanthuset men godkänts av senaten har ett modifierat krispaket till slut röstats igenom även i representanthuset. Krispaketet godkändes med rösterna 263 mot 171.[25]
- 2008-10-05 Räddningsplanen att rädda Hypo Real Estate havererar.
- 2008-10-06 Riksbanken lånar ut ytterligare 140 miljarder SEK, den totala utlåning är nu på ca 200 miljarder SEK.*
- 2008-10-06 Belgiska staten tar över Fortis.
- 2008-10-06 Stockholmsbörsen faller 7,1 %, efter oron från Island, där alla isländska banker handelsstoppades. Isländska FME tvingar bankerna att börja sälja tillgångar utomlands.
- 2008-10-06 Landsbanki, Islands näst största bank, förstatligas.
- 2008-10-08 Riksbanken, ECB, FED och Bank of England sänker räntan med 0,5 procentenheter, för att lätta på inflationstrycket som krisen har medfört.
- 2008-10-08 Riksbanken lånar ut 5 miljarder SEK till Kaupthing Bank Sverige AB, som hotas av akut likviditetskris. Som säkerhet för lånet tar Riksbanken samtliga aktier i bolaget i pant.[26]
- 2008-10-08 Brittiska myndigheter tar över förvaltningen av Kaupthing Singer & Friedlander, huvuddelen av Kaupthings bankverksamhet i Storbritannien
- 2008-10-08 Storbritannien lanserar sin bail-out plan, värderad till £250 miljarder.[27]
- 2008-10-08 SEB är först att höja de rörliga bolåneräntorna till 7 % . Detta är den högsta boräntan sedan 1996. De andra bankerna förväntas, trots riksbankens sänkning av reporäntan till 4,25 % att följa efter och riksbankschefen Stefan Ingves tror inte på sänkta boräntor.
- 2008-10-09 Kaupthing Bank meddelar alla svenska kunder i inlåningskontot Kaupthing Edge att konton kommer stängas med omedelbar verkan och innestående pengar betalas ut till kunderna. Svenska Riksbanken står tillsvidare som garant för den svenska filialen av Kaupthing.[28]
- 2008-10-09 Skandiabanken höjde sin inlåningsränta för kapital som är bundet i 3 månader som en följd av att Kaupthing stängde ner sitt edge-konto. Detta gjordes, enligt tidningen dagens media, som ett försök att försöka kapa åt sig Kaupthings gamla edge-kunder.[29]
- 2008-10-09 Norsknoterade Acta är under granskning av Kredittilsynet och riskerar förlora sitt tillstånd i Norge, banken söker nu tillstånd i Sverige. Dock är den svenska filialen under granskning av FI.
- 2008-10-09 Konsumentpriserna steg fortare än väntat, vilket talar emot den räntesänkning riksbanken just genomfört. KPI ökade med 1,0 procent i september enligt SCB.
- 2008-10-09 NASDAQ OMX stänger den isländska börsen under den resterande veckan, anledningen uppges vara att börsen tappat 30 % under 1 månad.
- 2008-10-12 Frankrikes president Nicolas Sarkozy presenterar den plan som de europeiska ledarna enats om. Planen har inspirerat av Englands krisplan, där bankernas fortlevnad garanteras genom att staten tar över banker som inte klarar sig själva[30].
- 2008-10-13 söndagens krisplan från euroländerna fick en positiv effekt på världens börser. Bland annat steg Stockholmsbörsen med 8,93 %
- 2008-10-15 Stockholmsbörsen rasade igen med 5,6 %. Professionella bedömare, bland annat Nouriel Roubini, spår att krisen inte är slut och nedgången ska fortsätta;
- 2008-10-16 Island är hårt drabbat av finanskrisen, media spekulerar i att islänningar hamstrar mat. 50 % av livsmedlen är importerade och nyhetsbyrån NTB hävdar att matreserverna räcker för 3-5 veckor.[31]. Island har för ett större lån på US$750 miljoner ställt in betalningarna enligt Financial Times Deutschland[32].
- 2008-10-17 En vecka har passerat sedan de europeiska krispaketet presentarades. Stockholmsbörsen (OMX) har svängt kraftigt både upp och ned och på den veckan totalt sett gått ned 3,35 %. Sedan årsskiftet har börsen gått ned 42,71 % [33]
- 2008-10-19 Även länder utanför västvärlden presenterar nu krispaket, senast Sydkorea och Förenade Arabemiraten[34].
- 2008-10-20 Nederländska regeringen skjuter till 10 miljarder euro till ING.
- 2008-10-20 Regeringen presenterar ett bankstöd på 1,5 biljoner SEK i kreditgarantier till de svenska storbankerna, alla ställer sig bakom förslaget utom Handelsbanken.
- 2008-10-21 Flera svenska storbanker överväger att stämma DnB Nor, på grund av de sålt statsobligationer för 2,6 miljarder SEK. DnB Nor har sannolikt kunnat tjäna ca 80 miljoner SEK på grund av att de tros fått förhandsinfo gällande krispaketet.
- 2008-10-23 Riksbanken sänker räntan med 0,5 procentenheter, media spekulerar i lägre boräntor, högre inflation och mindre värd krona. SBAB sänker räntan från 0,2 till upp till 0,6 procentenheter, beroende på löptid. Övriga aktörer agerar mer försiktigt.[35] Vice riksbankschef Lars Nyberg läckte om räntan några minuter innan det officiella räntebeskedet [36].
- 2008-10-23 Ytterligare 850 varslas på Volvo CE [37]
- 2008-10-24 Svart fredag - på årsdagen av 1929 års börskrasch stod den svenska börsen OMX som mest ned 10 % - ett av de största fallen på en enskild dag i modern tid[38]. Totalt är börsen ned 50 % i år. USA börsen faller tungt i den inledande handeln.
- 2008-10-28 Dow Jones stiger med 10,9 %, NASDAQ med 9,53 %
- 2008-11-07 Franklin Bank SSB och Security Pacific Bank går i konkurs och tas över av amerikanska myndigheter[39]
- 2008-11-08 Lettlands regering förstatligar Parex Bank, landets näst största bank.
- 2008-11-08 Kina presenterar ett krispaket värderat till 4,65 biljoner SEK
- 2008-11-10 Carnegie får sitt tillstånd indraget av FI. Man beslutar även att flytta fordran som Riksbanken har på Carnegie till riksgälden, vilken i sin tur tar kontrollen över bolaget. Efter likvidation kan eventuella överskjutande tillgångar komma aktieägarna till del. Riksgälden avser ej driva Carnegie vidare mer än de "veckor, månader" som krävs för att bibehålla stabiliteten.
- 2008-11-11 Volvo Powertrain (ej del av Volvo Personvagnar) varslar ytterligare 900 personer i Sverige; Skövde, Göteborg och Köping.
- 2008-11-11 GMs aktie har fallit över 80 % senaste året. Deutsche Bank anser målkursen på GM skall vara 0 SEK.[40]
- 2008-11-17 Citigroup meddelar att man planerar att dra in upp till 75 000 jobb.
- 2008-11-24 USA:s regering ger Citigroup US$20 miljarder av det finansiella stödpaketet.
- 2008-11-25 Federal Reserve meddelade två nya åtgärder för att hjälpa till med krediterna till husköpare, konsumenter och småföretag. Åtgärderna uppgår till sammanlagt 6,5 biljoner SEK.
- 2008-12-11 Den amerikanska senaten röstar ner ett krispaket på US$14 miljarder för att rädda bilindustrin och de tre jättarna Ford, GM och Chrysler från konkurs.[41] Utan senatens hjälp riskerar General Motors konkurs innan årets slut.[42]
- 2008-12-11 Den svenska regeringen meddelar att man satsar 28 miljarder SEK för att rädda bilindustrin i Västsverige. Paketet består av tre delar:
  - " 3 miljarder SEK satsas på ett statligt bolag för att bedriva forskning och utveckling som ska hjälpa fordonsindustrin på sikt.
  - " 5 miljarder SEK avsätts till undsättningslån. De kan beviljas företag som hamnar i akut ekonomisk kris.
  - " 20 miljarder SEK är kreditgarantier som kan användas som säkerhet för företag i fordonsbranschen som vill utnyttja Europeiska investeringsbankens (EIB) lån för omställning till grön teknologi.[43]
- 2008-12-12 FBI slår till mot en investeringsfond som drivs av Bernard Madoff och arresterar denne då han är misstänkt för ett omfattande ponzibedrägeri. Så mycket som US$50 miljarder misstänks vara försvunna.[44].
- 2008-12-16 Amerikanska centralbanken Federal Reserve sänker sin viktigaste styrränta till intervallet 0-0,25 %.[45]

## Utredningar
Financial Crisis Inquiry Commission är en amerikansk kommission på tio personer vilken tillsatts i syfte att utreda finanskrisen. 

### Fotnoter
1. ↑  Three Top Economists Agree 2009 Worst Financial Crisis Since Great Depression; Risks Increase if Right Steps are Not Taken Arkiverad 4 juli 2013 hämtat från the Wayback Machine.
2. ↑  DN: Finanskrisens skuld
3. ↑  Historical Changes of the Target Federal Funds and Discount Rates Arkiverad 21 december 2008 hämtat från the Wayback Machine.
4. 1 2 3  "Finanskrisens verkliga orsak är oljetoppen och resursväggen." (Forsberg 2012, s. 26 - 27.)
5. 1 2 3  "I USA ledde nu stigande oljepriser inte bara till dyrare bensin, utan drev även upp livsmedelspriser och mycket annat som indirekt är beroende av olja. Inflationen satte fart. Därmed tvingades även den amerikanska centralbanken att höja räntorna." (Forsberg 2010.)
6. 1 2  "Worse, when oil prices go up, so does inflation. And when inflation goes up, central banks respond by raising interest rates to keep prices in check. From 2004 to 2006, U.S. energy inflation ran at 35 percent, according to the Consumer Price Index. In turn, overall inflation, as measured by the CPI, accelerated from 1 percent to almost 6 percent. What happened next was a fivefold bump in interest rates that devastated the massively leveraged U.S. housing market. Higher rates popped the speculative housing bubble, which brought down the global economy." (Rubin 2012.)
7. ↑  Fractional reserve banking
8. ↑  ”The U.S. National Debt and How It Got So Big”. Arkiverad från originalet den 16 mars 2007. https://web.archive.org/web/20070316083227/http://useconomy.about.com/od/fiscalpolicy/p/US_Debt.htm. Läst 7 oktober 2008.
9. ↑  Major Foreign Holders of Treasury Securities
10. ↑  Lehman Brothers collapse: was capitalism to blame? (the Guardian)
11. 1 2  Riksbanken 8 oktober 2008: Spreadar fortsätter stiga
12. ↑  Engelska wikipedia, artikel: "Liquidity_crisis_of_September_2008"
13. ↑  "President Bush Meets with Bicameral and Bipartisan Members of Congress to Discuss Economy", Whitehouse.gov, September 25, 2008.
14. ↑  Engelska wikipedia, artikel: "Emergency_Economic_Stabilization_Act_of_2008"
15. ↑  E24. xx xxx 2008. http://www.e24.se/samhallsekonomi/varlden/artikel_758275.e24. Läst xx xxx 2008.
16. ↑  E24. xx xxx 2008. http://www.e24.se/samhallsekonomi/varlden/artikel_765625.e24. Läst xx xxx 2008.
17. ↑  http://di.se/Avdelningar/Artikel.aspx?ArticleID=20087695&sectionid=Ettan
18. ↑  http://www.svd.se/naringsliv/varlden/artikel_1938741.svd
19. ↑  http://di.se/Avdelningar/Artikel.aspx?ArticleID=20088045&sectionid=Privatekonomi
20. ↑  Världsbanken (2009), Global Monitoring Report
21. 1 2 3 4 5 6 7  Finanskrisen steg för steg - prisbelönad illustration i DN 2009
22. ↑  Finankrisen del 1- inledningen, DN 2008-11-08
23. ↑  http://www.dn.se/DNet/jsp/polopoly.jsp?d=3130&a=849859
24. ↑  http://di.se/Avdelningar/Artikel.aspx?ArticleId=20080565&SectionId=Ettan
25. ↑  http://di.se/Avdelningar/Artikel.aspx?ArticleID=20084176
26. ↑  http://www.ft.com/cms/s/0/33d5b2f2-9514-11dd-aedd-000077b07658,dwp_uuid=11f94e6e-7e94-11dd-b1af-000077b07658.html
27. ↑  https://archive.is/20130426011118/www.ft.com/cms/s/0/f6b5c7c8-952b-11dd-aedd-000077b07658,dwp_uuid=11f94e6e-7e94-11dd-b1af-000077b07658.html?nclick_check=1
28. ↑  http://di.se/Avdelningar/Artikel.aspx?ArticleID=20085160&sectionid=Ettan
29. ↑  http://www.dagensmedia.se/mallar/dagensmedia_mall.asp?version=194453
30. ↑  http://www.dn.se/DNet/jsp/polopoly.jsp?d=3130&a=839278
31. ↑  http://di.se/Avdelningar/Artikel.aspx?ArticleID=20086365&sectionid=undefined
32. ↑  http://di.se/Nyheter/?page=/Avdelningar/Artikel.aspx%3Fwords%3Disland%26sectionid%3Dettan%26menusection%3Dstartsidan%3Bhuvudnyheter%26articleid%3D2008%255C10%255C16%255C306434
33. ↑  ”Arkiverade kopian”. Arkiverad från originalet den 18 juni 2006. https://web.archive.org/web/20060618030914/http://bors24.se/. Läst 19 oktober 2008.
34. ↑  http://di.se/Nyheter/?page=/Avdelningar/Artikel.aspx%3Fstat%3D0%26ArticleID%3D2008%255c10%255c19%255c306765%26SectionId%3DEttan%26menusection%3DStartsidan%3BHuvudnyheter
35. ↑  http://di.se/Avdelningar/Artikel.aspx?ArticleID=20087666&sectionid=Privatekonomi
36. ↑  http://di.se/Avdelningar/Artikel.aspx?ArticleID=20087678&sectionid=Ettan
37. ↑  http://di.se/Avdelningar/Artikel.aspx?ArticleID=20087659&sectionid=Ettan
38. ↑  http://di.se/Avdelningar/Artikel.aspx?ArticleID=20087872&sectionid=Dinapengar
39. ↑  http://di.se/
40. ↑  http://di.se/Nyheter/?page=/Avdelningar/Artikel.aspx%3Fstat%3D0%26ArticleID%3D2008%255c11%255c11%255c310939%26SectionId%3DBilMotor%26menusection%3DBilMotor%3BBilMotornyheter
41. ↑  TT (12 december 2008). ”Inget krispaket i senaten”. Göteborgsposten. http://www.gp.se/gp/jsp/Crosslink.jsp?d=913&a=464025. Läst 12 december 2008.[död länk]
42. ↑  Catarina Friskman (12 december 2008). ”General Motors riskerar att gå i konkurs”. SR. Arkiverad från originalet den 25 maj 2012. https://archive.is/20120525201905/http://www.sr.se/cgi-bin/ekot/artikel.asp?Artikel=2504253. Läst 12 december 2008.
43. ↑  Maria Sköld (11 december 2008). ”28 miljarder ska bli en räddning”. Göteborgsposten. Arkiverad från originalet den 19 december 2008. https://web.archive.org/web/20081219094857/http://www.gp.se/gp/jsp/Crosslink.jsp?d=913&a=463993. Läst 12 december 2008.
44. ↑  Wall Street Journal online avläst 25 mars 2010
45. ↑  New York Times Avläst 16 december 2008